# Virginia Leng
Virginia Helen Antoinette Leng (nacida como Virginia Helen Antoinette Holgate, 1 de febrero de 1955) es una jinete británica que compitió en la modalidad de concurso completo.
Participó en dos Juegos Olímpicos de Verano, obteniendo en total cuatro medallas, dos en Los Ángeles 1984, plata en la prueba por equipos (junto con Ian Stark, Diana Clapham y Lucinda Green) y bronce en la individual, y dos en Seúl 1988, plata por equipos (con Mark Phillips, Karen Straker e Ian Stark) y bronce en individual.
Ganó cuatro medallas en el Campeonato Mundial de Concurso Completo entre los años 1982 y 1990, y ocho medallas en el Campeonato Europeo de Concurso Completo entre 1981 y 1989.

## Palmarés internacional
| Juegos Olímpicos   | Juegos Olímpicos             | Juegos Olímpicos  | Juegos Olímpicos |
| Año                | Lugar                        | Medalla           | Categoría        |
| ------------------ | ---------------------------- | ----------------- | ---------------- |
| 1984               | Los Ángeles (Estados Unidos) | Medalla de plata  | Por equipos      |
| 1984               | Los Ángeles (Estados Unidos) | Medalla de bronce | Individual       |
| 1988               | Seúl (Corea del Sur)         | Medalla de plata  | Por equipos      |
| 1988               | Seúl (Corea del Sur)         | Medalla de bronce | Individual       |
| Campeonato Mundial |                              |                   |                  |
| Año                | Lugar                        | Medalla           | Categoría        |
| 1982               | Luhmühlen (RFA)              | Medalla de oro    | Por equipos      |
| 1986               | Gawler (Australia)           | Medalla de oro    | Individual       |
| 1986               | Gawler (Australia)           | Medalla de oro    | Por equipos      |
| 1990               | Estocolmo (Suecia)           | Medalla de plata  | Por equipos      |
| Campeonato Europeo |                              |                   |                  |
| Año                | Lugar                        | Medalla           | Categoría        |
| 1981               | Horsens (Dinamarca)          | Medalla de oro    | Por equipos      |
| 1983               | Frauenfeld (Suiza)           | Medalla de plata  | Por equipos      |
| 1985               | Burghley (Reino Unido)       | Medalla de oro    | Individual       |
| 1985               | Burghley (Reino Unido)       | Medalla de oro    | Por equipos      |
| 1987               | Luhmühlen (RFA)              | Medalla de oro    | Individual       |
| 1987               | Luhmühlen (RFA)              | Medalla de oro    | Por equipos      |
| 1989               | Burghley (Reino Unido)       | Medalla de oro    | Individual       |
| 1989               | Burghley (Reino Unido)       | Medalla de oro    | Por equipos      |